# Валлентайн, Питер
Питер Валлентайн (англ. Peter Vallentyne) — канадский и американский (двойное гражданство) философ и экономист. Один из ведущих представителей левого либертарианства.
Бакалавр (1978) университета Макгилла (Монреаль); магистр (1981) и доктор философии (1984) Питтсбургского университета. Преподавал в университете Западной Онтарио (Лондон, пр. Онтарио; 1984—1988), Виргинском университете (1988—2003; профессор с 2000); университете Миссури (с 2003). Один из редакторов журнала Economics and Philosophy.
Совместно с Гилелем Штайнером выпустил хрестоматию «Истоки левого либертарианства: Антология исторических сочинений». Это отрывки текстов Гуго Гроция, Томаса Джефферсона, Томаса Спенса, Томаса Пейна, Джона Стюарта Милля, Герберта Спенсера и Генри Джорджа в контексте леволибертарианской традиции.

## Основные произведения
- «О возможности равновесия Парето» (On the Possibility of Paretian Egalitarianism, 2005);
- «Сен о равенстве» (Sen on Equality, 2006);
- «Естественные права и две концепции обязательств» (Natural Rights and Two Conceptions of Promises, 2006).